# رأس الخنزير
رأس الخنزير (بالتركية: Akıncı Burun)، هو رأس ساحلي على البحر الأبيض المتوسط في لواء إسكندرون التركية، يفصل بين خليجين كبيرين هما خليج السويدية في الجنوب وخليج إسكندرون في الشمال. يقع على بعد حوالي 15 كم إلى الجنوب من أرسوز وعلى بعد حوالي 35 كم إلى الغرب من أنطاكية.